# Dschannat al-Muʿallā

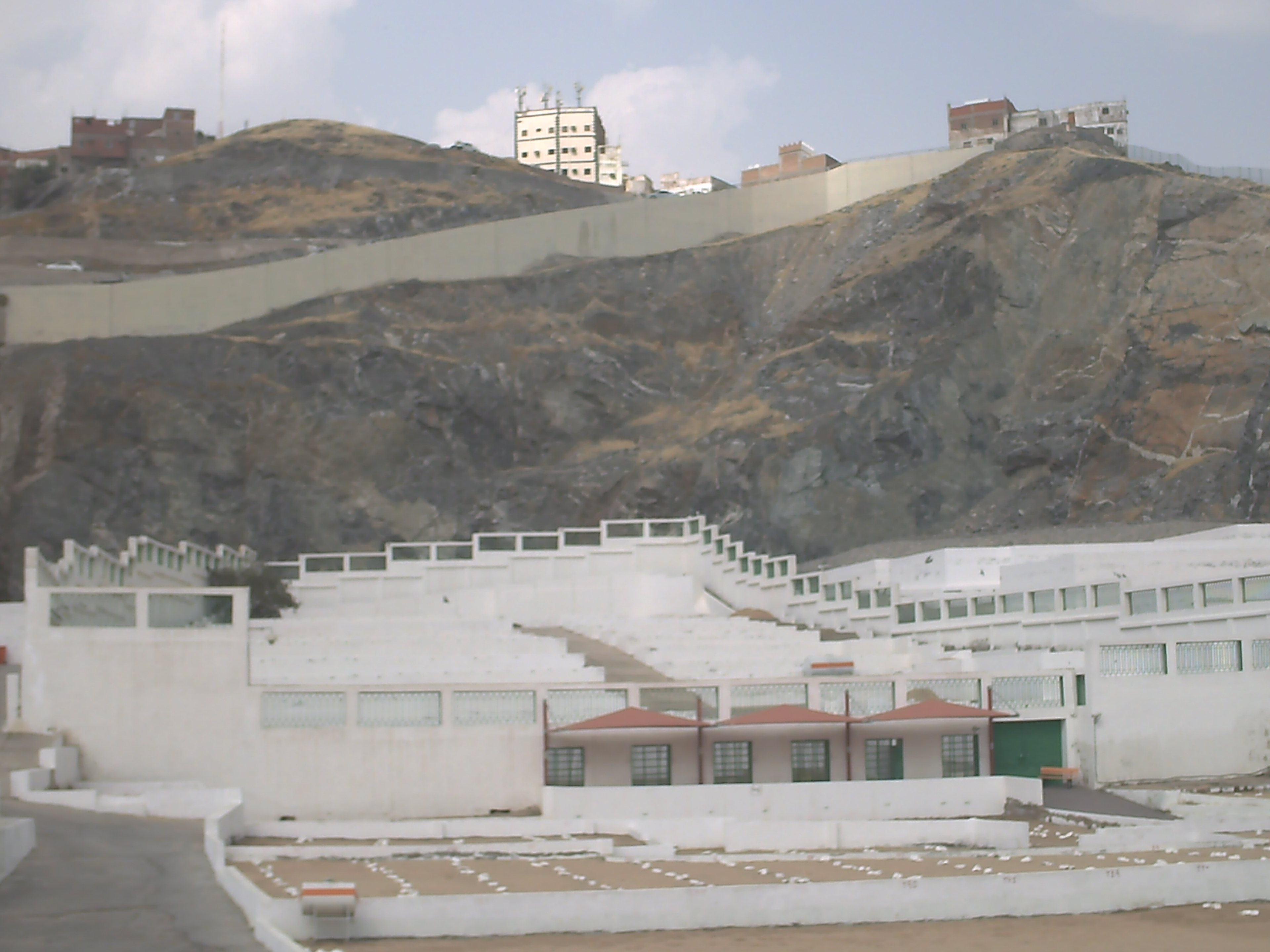
Der Friedhof heute

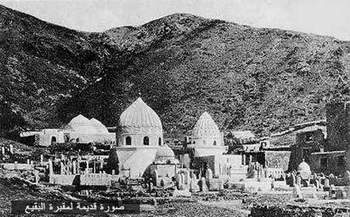
Der Friedhof vor 1925

Dschannat al-Muʿallā (arabisch جنة المعلى Dschanna al-Muʿallā, DMG Ǧannat al-Muʿallā ‚Garten der Anhöhe‘) ist der älteste Friedhof von Mekka, Saudi-Arabien. Er befindet sich etwa zwei Kilometer nördlich der Heiligen Moschee auf einer Anhöhe in der Nähe der Dschinn-Moschee. Auf ihm sollen die beiden Vorfahren Mohammeds Qusaiy ibn Kilāb und ʿAbd al-Muttalib ibn Hāschim, sein Onkel Abū Tālib ibn ʿAbd al-Muttalib und seine Frau Chadīdscha bint Chuwailid begraben worden sein, einigen Quellen zufolge auch seine Mutter Āmina bint Wahb.

## Herkunft des Namens
Al-Hadschūn war ursprünglich der Name eines Berges oberhalb von Mekka, in dessen Nähe sich ein Friedhof befand. Im Laufe der Zeit änderte sich der Name des Berges in al-Maʿlāt (arabisch المعلاة). In arabischen Quellen tauchen später die Schreibweisen المعلا und المعلى mit Alif maqsūra auf. Gemäß letzter Schreibung änderte sich die Vokalisierung und damit die Bedeutung in die heutige Form.

## Zerstörung
Über den Gräbern befindliche Mausoleen wurden auf Anordnung des Königs Abd al-Aziz ibn Saud nach der saudischen Eroberung des unter haschemitischer Regentschaft stehenden Königreichs Hedschas entfernt (siehe Zerstörung des islamischen Kulturerbes in Saudi-Arabien). Dabei wurde das ca. 1328 errichtete und 1543 erweiterte Mausoleum Chadīdscha bint Chuwailids zerstört. Auch einzelne Gräber wurden durch Ibn Saud zerstört. Die Zerstörungen fanden 1925 statt, im gleichen Jahr, ab dem der Dschannat al-Baqi in Medina vereinfacht wurde. Dies geschah trotz Proteste aus der weltweiten muslimischen Gemeinschaft. Viele Schiiten gedenken des Tages, an dem das Haus Saud die Heiligengräber zerstörte, als „Tag der Trauer“ (yaum-e gham).

## Belege
1. ↑  Fayda: "Cennetü'l-Muallâ" in TDVİA Bd. VII, S. 387a.

Koordinaten: 21° 26′ 13″ N, 39° 49′ 45″ O